# Uirapuru da Mooca
O Grêmio Recreativo Cultural Escola de Samba Uirapuru da Mooca é uma escola de samba da cidade de São Paulo, criada originalmente no bairro da Mooca.

## História
A Uirapuru da Mooca foi fundada em 1976, desfilando apenas até 1980 quando encerrou as suas atividades. Sidnei Aguilera de Almeida, atual presidente da escola, já frequentava outras escolas e já trabalhava em outra entidade, foi então que Sidnei, tendo o apoio da comunidade, teve a ideia de voltar com a escola.
A escola ressurgiu dentro do Clube Esportivo Uirapuru, nome de um pássaro, e da mesma maneira eles resolveram voar. Retomaram a escola em 2001, vencendo o Grupo de Espera, fundaram nova diretoria e se desvincularam do clube, mas não das origens.
Ao contrário do que muita gente imagina, a escola já conta com mil componentes e com o retorno da escola houve um aumento da frequência na quadra, inclusive da velha guarda, bem como das mulheres e crianças. Além do mais, a Uirapuru, agora, também faz parte das festas da Mooca que anteriormente eram compostas somente pelas comemorações italianas e religiosas. Hoje o bairro conta com uma escola de samba de italianos, como é conhecida pelas outras escolas de samba.
Para suprir as necessidades da comunidade, a Uirapuru realiza atividades que visam o bem estar da mesma como a escolinha de futebol e mestre-sala e porta-bandeira para as crianças.
Em 2008 a escola conquistou o vice-campeonato do grupo 2 com o enredo De punho cerrado e peito aberto, um grito de liberdade em comemoração aos 120 anos da assinatura da abolição da escravatura.
Em 2009 a escola pisou pela primeira vez no Sambódromo do Anhembi, com o enredo Aqui tudo começa e acaba em pizza, já  na estreia no polo cultural Grande Otelo a escola foi a grande campeã do grupo 1, ganhando o direito de desfilar no grupo de acesso em 2010 ao lado de escolas tradicionais de São Paulo. A escola mostrou que é a grande revelação do carnaval paulistano atualmente. Após o campeonato, a escola que já contava com o Dep. Feminino, ganhou um Departamento Jovem, além da reforma da quadra. A cada ano que passa a escola cresce e mostra o orgulho de ser da Mooca!
Em 2010 a Uirapuru apresenta o enredo "O Voo da Águia Sobre as Terras do Uirapuru" que mostra a influência americana no Brasil. Com autoria de José Carlos Lisboa.

## Segmentos

### Presidentes
| Nome                               | Mandato           | Ref.  |
| ---------------------------------- | ----------------- | ----- |
| Valdir Silva de Faria              | 1977 - 1979       |       |
| Neuracy Ferreira                   | 1979 - 1980       |       |
| Atanázio Antunes Pereira           | 1980              |       |
| Sidnei Aguilera de Almeida "Sidão" | 2001 - atualidade | [ 3 ] |

### Intérpretes
| Carnavais     | Intérprete oficial | Referências |
| ------------- | ------------------ | ----------- |
| 2005-2009     | Juninho Branco     |             |
| 2010-2011     | Vitor Cunha        |             |
| 2012          | Freddy Vianna      |             |
| 2013          | Vitor Cunha        |             |
| 2014-2015     | Anderson de Deus   |             |
| 2016-2017     | Rodrigo Atração    |             |
| 2018          | Adeilton Almeida   |             |
| 2019          | Jorginho Soares    |             |
| 2022          | Vaguinho           |             |
| 2023-2024     | André Ricardo      |             |
| 2025          | Thiago Melodia     |             |
| 2026-presente | Thiago Brito       |             |

### Diretores
| Período | Diretor de Carnaval      | Diretor de Harmonia              | Mestre de Bateria   | Ref. |
| ------- | ------------------------ | -------------------------------- | ------------------- | ---- |
| 2018    | Marcos Vinicius Ferreira | Walter (Cavalo) e Paulo Nogueira | Robson Tadeu        |      |
| 2020    | José Carlos Lisboa       | Sidnei Aguilera de Almeida       | Cassiano De Andrade |      |
| 2022    |                          | José Carlos Lisboa               |                     |      |
| 2023    |                          | Sidnei Aguilera de Almeida       | Murilo Borges       |      |
| 2024    |                          | Sidnei Aguilera de Almeida       | Murilo Borges       |      |
| 2025    | Comissão de Carnaval     | Gilson Pica Pau                  | Murilo Borges       |      |
| 2026    | Comissão de Carnaval     | Leandro Fervorini                | Murilo Borges       |      |

### Coreógrafos
| Período | Nome                     | Ref. |
| ------- | ------------------------ | ---- |
| 2017    | Marcos Vinicius Ferreira |      |
| 2018    | Gustavo Rangel           |      |
| 2019    | Marcos Danilo            |      |
| 2020    | Jonathan Paulino         |      |
| 2022    | Jonathan Paulino         |      |
| 2023    | Giovanna Lacerda         |      |
| 2024    | Robério Theodoro         |      |
| 2025    | Rosani Garcia            |      |

### Casal de Mestre-sala e Porta-bandeira
| Período    | Nome                              | Ref.        |
| ---------- | --------------------------------- | ----------- |
| 2009       | Lula e Viviane Almeida            |             |
| 2010       | André Oliveira e Viviane Almeida  |             |
| 2011-2012  | Lula e Viviane Almeida            |             |
| 2013       | Paulinho Guedes e Viviane Almeida |             |
| 2014-2016  | Eduardo Dirolli e Leticia Lopes   | [ 3 ] [ 4 ] |
| 2017       | Alex Fernandes e Daniela Motta    |             |
| 2018-2019  | Fabiano Dourado e Lidiane Geise   |             |
| 2020-2024  | Anderson Guedes e Pâmela Yuri     |             |
| 2025-atual | Alexander e Pamella               |             |

### Corte de Bateria
| Período    | Rainha De Bateria  | Ref.  |
| ---------- | ------------------ | ----- |
| 2003-2009  | Cristiane Cuozzo   |       |
| 2010-2011  | Pâmela Cristina    |       |
| 2012       | Elaine de Abreu    |       |
| 2013-2017  | Thaís Palmares     | [ 3 ] |
| 2018       | Mylenna Christina  |       |
| 2019-atual | Acássia Nascimento |       |

## Carnavais
| 1978                                     | 3º lugar | 2-UESP | Mooca, Seu Passado, Suas Glórias | Comissão de Carnaval                                                                                                   |               |  |
| 1979                                     | 9º lugar | 2-UESP | Samba da Integração | Comissão de Carnaval                                                                                                   |               |  |
| 1980                                     | 11º lugar | 2-UESP | Homenagem | Comissão de Carnaval                                                                                                   |               |  |
| De 1981 a 2000 não desfilou oficialmente | | | | |               |  |
| 2001                                     | Vice-campeã | 4-UESP | Crianças onde estão vocês | Rogélio |               |  |
| 2002                                     | Vice-campeã | 3-UESP | Um Século de Glória, Parabéns Estação da Luz | Rogélio |               |  |
| 2003                                     | 9º lugar | 2-UESP | Um brinde as nações | Everson e Licon |               |  |
| 2004                                     | Vice-campeã | 3-UESP | Tietê, flor da nossa navegação | Comissão de Carnaval                                                                                                   |               |  |
| 2005                                     | 5° lugar | 2-UESP | Aprendi amá-la desde cedo, dentre os amores de minha vida                                                                                       | Rogélio |               |  |
| 2006                                     | 5º lugar | 2-UESP | O Uirapuru da Mooca bate as asas sobre a Terra da Encantaria                                                                                    | Ricardo Novaes |               |  |
| 2007                                     | 3º lugar | 2-UESP | Vem comemorar com o Uirapuru | Comissão de Carnaval                                                                                                   |               |  |
| 2008                                     | Vice-campeã | 2-UESP | De punho cerrado e peito aberto, um grito de liberdade Compositores:Thiago de Xangô, Leão Colella e Juninho Branco.                             | Comissão de Carnaval                                                                                                   | [ 2 ]         |  |
| 2009                                     | Campeã | 1-UESP | Aqui tudo começa e acaba em pizza | José Carlos Lisboa |               |  |
| 2010                                     | 6º lugar | Acesso | O voo da águia sobre as terras do Uirapuru Compositores:Turko, Maradona, Didi, Luís Ferracini e Adamastor.                                      | José Carlos Lisboa |               |  |
| 2011                                     | 7° lugar | Acesso | Botequim da alegria, o Uirapuru te convida a brindar! Bar da ilusão, o doce gosto da vida! Compositores:Turko, Maradona, Didi e Luís Ferracini. | Hernani Siqueira |               |  |
| 2012                                     | 5° lugar | 1-UESP | Alegria que contagia! Uirapuru, 35 anos! É só alegria! Sorria!                                                                                  | Ricardo Novaes |               |  |
| 2013                                     | Vice-campeã | 1-UESP | Eu sou da Mooca com muito orgulho e ao som da bateria a Mooca é carnaval                                                                        | Lincoln Lee |               |  |
| 2014                                     | 4º lugar | 1-UESP | Recordar é Viver | Eduardo Caetano | [ 3 ]         |  |
| 2015                                     | 3° lugar | 1-UESP | A Mooca abre o jogo... E o Uirapuru monta a banca no asfalto                                                                                    | Comissão de Carnaval                                                                                                   |               |  |
| 2016                                     | 5º lugar | 1-UESP | Toda positividade eu desejo a você | Danilo Dantas | [ 5 ]         |  |
| 2017                                     | 7° lugar | 1-UESP | Amazônia, suas belezas naturais e o canto que estremece a floresta - Uirapuru                                                                   | Toninho do Tatuapé | [ 6 ]         |  |
| 2018                                     | 6º lugar | Acesso 2 | O suntuoso voo do Uirapuru pelos reinos das 3 deusas africanas                                                                                  | Babú Energia | [ 7 ]         |  |
| 2019                                     | 11º lugar | Acesso 2 | Nas profundezas das águas do Rio Amazonas, se esconde o Eldorado Encantado Compositores: Jorginho Soares, Didi Pinheiro e Luís Ferracini        | Ivan Pereira | [ 8 ]         |  |
| 2020                                     | 5º lugar | Acesso 2 | Deuses, Lendas, Conquistas e Riquezas…o mar…é preciso preservar para a vida prosperar                                                           | Antonio Carlos Ghiraldini                                                                                              | [ 9 ]         |  |
| 2021                                     | Inicialmente adiados para o mês de julho, os desfiles do Carnaval 2021 foram cancelados devido a pandemia de Covid-19. | Inicialmente adiados para o mês de julho, os desfiles do Carnaval 2021 foram cancelados devido a pandemia de Covid-19. | Inicialmente adiados para o mês de julho, os desfiles do Carnaval 2021 foram cancelados devido a pandemia de Covid-19.                          | Inicialmente adiados para o mês de julho, os desfiles do Carnaval 2021 foram cancelados devido a pandemia de Covid-19. | [ 10 ]        |  |
| 2022                                     | 5º lugar | Acesso 2 | O Uirapuru canta os encantos da noite | Antônio Carlos Ghiraldini                                                                                              | [ 11 ] [ 12 ] |  |
| 2023                                     | 7º Lugar | Acesso 2 | Amazônia: Terra do Uirapuru – Salve os donos da terra e suas lendas                                                                             | Antônio Carlos Ghiraldini                                                                                              | [ 13 ]        |  |
| 2024                                     | 9º Lugar | Acesso 2 | Da estrela guia que brilha no céu, vem aí, a Mocidade Independente de Padre Miguel                                                              | Antônio Carlos Ghiraldini                                                                                              | [ 14 ]        |  |
| 2025                                     | Campeã | Especial de Bairros | Pra Oxóssi Dançar Compositores: Diego Nicolau e Jefferson Gomes                                                                                 | Comissão de Carnaval - Marcel, Felipe e Diego                                                                          |               |  |
| 2026                                     | | Acesso 2 | Salve Maria Felipa, no balanço da maré, a heroína da independência                                                                              | Comissão de Carnaval                                                                                                   |               |  |